# Mullins River
Der Mullins River ist ein 45 Kilometer langer Zufluss des Karibischen Meeres im mittelamerikanischen Staat Belize.

## Verlauf
Der Mullins River verläuft in Zentralost-Belize im Stann Creek District. Er entspringt im Primärwald der Ostausläufer der Maya Mountains auf einer Höhe von etwa 300 m. Von dort fließt er in überwiegend östlicher Richtung durch das Bergland und erreicht die Küstenebene. Bei Flusskilometer 10 kreuzt die Küstenfernstraße, der Manatee Highway, den Mullins River. Dieser passiert noch die Siedlung Mullins River und mündet schließlich 16 km nördlich von Dangriga in das Karibische Meer.